# Куломзино (Костромская область)
Куломзино — деревня в Расловском сельском поселении Судиславского района Костромской области России.

## География
Деревня расположена у реки Покша.

## История
Деревня названа по фамилии владевших ею помещиков. Впоследствии Куломзино было передано во владение костромскому Богоявленскому монастырю. В 1645 году в деревне была построена деревянная Рождественскую церковь. В начале XVIII века церковь сгорела. Восстанавливать её не стали, но на месте пожарища была поставлена часовня, означавшая, что «это святое место и застройке не подлежит».
Согласно Спискам населенных мест Российской империи в 1872 году деревня относилась к 2 стану Костромского уезда Костромской губернии. В ней числилось 13 дворов, проживало 38 мужчин и 44 женщины.
Согласно переписи населения 1897 года в Куломзине приселке проживало 103 человека (44 мужчины и 59 женщин).
Согласно Списку населенных мест Костромской губернии в 1907 году Куломзин присёлок относился к Апраксинской волости Костромского уезда Костромской губернии. По сведениям волостного правления за 1907 год в нём числилось 23 крестьянских двора и 97 жителей. В присёлке имелась водяная мельница и масленый завод. Основным занятием жителей присёлка, помимо земледелия, был извоз и работа чернорабочими.
До муниципальной реформы 2010 года деревня входила в состав Калинковского сельского поселения Судиславского района.

## Население
| 1872 | 1897 | 1907 | 2008 | 2010 | 2014 |
| ---- | ---- | ---- | ---- | ---- | ---- |
| 82   | ↗103 | ↘97  | ↘0   | →0   | →0   |